# Vodslivský potok
Vodslivský potok je levostranný přítok řeky Sázavy v okrese Benešov ve Středočeském kraji. Délka jeho toku činí 6,8 km. Plocha povodí měří 8,8 km².

## Průběh toku
Potok pramení nedaleko silnice II/110, jižně od Vodsliv, pod vrchem Machotín v nadmořské výšce okolo 475 m. Na horním toku směřuje na sever, protéká výše zmíněnou obcí, kde napájí dva rybníky. Pod Vodslivy se potok postupně stáčí na severovýchod. Zde při vstupu do lesa přijímá zprava Hradecký potok. Pod vrchem Bílč se do něho vlévá zprava další potok. Následně směřuje na severozápad hlubokým lesnatým údolím až k Růženínu. V lesích jihozápadně od Samechova přibírá dva menší přítoky. Nad osadou Růženín protéká ještě jedním rybníkem. Vlévá se zleva do řeky Sázavy na hranici osady Růženín a dolní částí Samechova na 46,5 říčním kilometru.

### Větší přítoky
- Hradecký potok, zprava, ř. km 4,9[3]